# Aterpia
Aterpia là một chi bướm đêm thuộc phân họ Olethreutinae, họ Tortricidae Tortricidae.

## Các loài
- Aterpia anderreggana Guenee, 1845
- Aterpia approximana (Heinrich, 1919)
- Aterpia asema (Diakonoff, 1973)
- Aterpia bicolor Kawabe, 1978
- Aterpia catarrhactopa (Meyrick, 1938)
- Aterpia chalybeia Falkovitsh, 1966
- Aterpia circumfluxana (Christoph, 1881)
- Aterpia corticana ([Denis & Schiffermuller], 1775)
- Aterpia cretata (Diakonoff, 1953)
- Aterpia flavens Falkovitsh, 1966
- Aterpia flavipunctana (Christoph, 1882)
- Aterpia gypsopa (Diakonoff, 1953)
- Aterpia haematina (Diakonoff, 1953)
- Aterpia hemicapnodes (Diakonoff, 1953)
- Aterpia hemicyclica (Diakonoff, 1953)
- Aterpia issikii Kawabe, 1980
- Aterpia lucifera (Meyrick, 1909)
- Aterpia maturicolor (Diakonoff, 1973)
- Aterpia mensifera (Meyrick, 1916)
- Aterpia microchlamys (Diakonoff, 1983)
- Aterpia nobilis (Diakonoff, 1973)
- Aterpia palliata (Meyrick, 1909)
- Aterpia phanerops (Diakonoff, 1960)
- Aterpia praeceps (Meyrick, 1909)
- Aterpia protosema (Diakonoff, 1973)
- Aterpia purpurascens (Diakonoff, 1953)
- Aterpia sappiroflua (Diakonoff, 1953)
- Aterpia semnodryas (Meyrick, 1936)
- Aterpia sieversiana (Nolcken, 1870)